# Greenwood (Flórida)
Greenwood é uma vila localizada no estado americano da Flórida, no condado de Jackson. Foi incorporada em 1927.

## Geografia
De acordo com o United States Census Bureau, a vila tem uma área de 12,1 km², onde todos os 12,1 km² estão cobertos por terra.

### Localidades na vizinhança
O diagrama seguinte representa as localidades num raio de 24 km ao redor de Greenwood.

## Demografia
Segundo o censo nacional de 2010, a sua população é de 686 habitantes e sua densidade populacional é de 56,84 hab/km². Possui 336 residências, que resulta em uma densidade de 27,84 residências/km².